# Паласпорт Олимпико
„Паласпорт Олимпико“ е мултифункционална арена в Торино, Италия. Намира се в квартала Санта Рита, на юг от града, заедно с Стадио Олимпико ди Торино.
Тържественото откриване на арената се състоя през 2005 г., за да бъде домакин на Двадесетите зимни олимпийски игри през 2006 г. Има площ 34.000 m² и капацитет до 18.000 зрители. Арената е построена под ръководството на японския архитект Арата Исодзаки и италианския архитект Pier Paolo Maggiora. Счита се, че това е една от най-добрите и големи арени в цяла Италия.